# Муравйов-Апостол Сергій Іванович
Сергій Іванович Муравйов-Апостол (нар. 1796, Санкт-Петербург, Російська імперія — страчений 25 липня 1826, Санкт-Петербург, Російська імперія) — один з лідерів повстання декабристів. Підполковник Чернігівського полку. Керівник повстання Чернігівського полку. Син Муравйова-Апостола Івана Матвійовича, брат Муравйова-Апостола Матвія Івановича та Іполита Івановича Муравйова-Апостола. Нащадок (по лінії матері батька) Данила Петровича Апостола, українського гетьмана (1727—1734 роки).

## Життєпис
Дитинство провів у Гамбурзі. Потім виховувався в приватному пансіоні в Парижі. Військову службу розпочав 1810 року. Учасник Вітчизняної війни 1812 року і закордонних походів 1813—1814 років.
У 1817—1820 роках гвардійський офіцер Сергій Муравйов-Апостол служив у знаменитому Семенівському полку (єдиному в тодішній імперській армії, де не практикувалися — не те що були заборонені юридично, але їх вживання вважалося морально ганебним — тілесні покарання). За «лібералізм» щодо солдатів його звільнили з гвардії й відправили служити в діючу армію в частини Полтавського піхотного полку, згодом (1822 року) переведений у Чернігівський 29-й піхотний полк командиром 2-го батальйону.
Масон, член і обрядоначальник (з 1817 року) ложі «Трьох доброчинностей» (вийшов з ложі 1818 року). Один із організаторів Союзу спасіння і Союзу благоденства. Член Південного товариства (один із директорів, голова Васильківської управи). Прийнятий у Південне товариство декабристів Пестелем у 1822 році. У співпраці з М. П. Бестужевим-Рюміним склав революційну прокламацію «Православний катехізис», яка закликала до повалення самодержавства і встановлення республіки (згодом її було прочитано перед повсталим Чернігівським полком). Будучи за своїми переконаннями республіканцем і противником кріпацтва, Муравйов-Апостол в 1823—1825 роках запропонував низку планів озброєного повстання в армії, яку декабристи розглядали як основну силу перевороту. Підтримував ідею царевбивства.
Використовуючи солдатів колишнього Семенівського полку, переведених в Україну, розгорнув революційну пропаганду у військах. На початку листопада 1825 року призначений третім директором Південного товариства; займався підготовкою повстання у військових частинах, дислокованих в Україні. Користувався великою популярністю серед солдатів.
Заарештований 29 грудня 1825 року в Трилісах, був звільнений офіцерами-спільниками (Кузьміним, Щепилло, Сухиновим) і разом з підпоручиком Михайлом Бестужевим-Рюміним очолив повстання Чернігівського полку 29 грудня 1825 — 3 січня 1826 року. 3 січня 1826 року повсталий полк зазнав поразки під Ковалівкою. У бою з урядовими військами Сергій Муравйов-Апостол був тяжко поранений картеччю і взятий у полон. З великою гідністю і мужністю поводив себе під час слідства. Засуджений до страти через повішення на кронверку Петропавлівської фортеці. Страчений на світанку 13(25) липня 1826 року разом із чотирма товаришами. Він, а також Рилєєв, зірвалися з шибениці через гнилу мотузку; однак їх не помилували, а повісили повторно («Нещасна Росія: і стратити як слід не вміють», — вигукнув Рилєєв, за іншими даними — Сергій Муравйов-Апостол). Сергію Івановичу не виповнилося і 30 років. Друзі, офіцери і солдати називали його «Апостол Сергій».
За дві години до страти Сергій Муравйов-Апостол казав священику Петру Мисловському на останній сповіді: «Радість і спокій, що запанували в душі моїй, дають мені солодкі надії, що жертва моя Богом не знехтувана»
Похований разом з іншими страченими декабристами на острові Голодаї.

## Нагороди та почесні звання
- Георгіївська зброя
- Орден Святої Анни 4 ступеня
- Імператорський орден Святого Рівноапостольного князя Володимира 4 ступеня з бантом
- Орден Святої Анни 2 ступеня